# Labuh Basilang
Labuh Basilang is een bestuurslaag in het regentschap Payakumbuh van de provincie West-Sumatra, Indonesië. Labuh Basilang telt 1828 inwoners (volkstelling 2010).